# 日本型社会民主主義
日本型社会民主主義（にほんがたしゃかいみんしゅしゅぎ）とは、社会民主主義の主流である西欧の社会民主主義とは異なった政治姿勢をとっていた「日本での社会民主主義の主流」に対する表現。主に日本社会党（現・社会民主党）の志向・政治姿勢を指す。1986年まで、日本社会党は階級闘争で政権を奪取し、最終的に革命を起こし社会主義政権成立させることを目的としていた社会主義政党である。1964年に党綱領とした「道」ではプロレタリア独裁を含んでおり、1945年の結党当初よりも左傾化していた。さらに選挙では支持する国民を増やすことよりも総評(左派労働組合のナショナルセンター)頼りであり、自民党に選挙で勝つことで議会内の議席増加することよりも院外活動を重視していた。　
なお、特にソ連からも「最も成功した社会主義国家」と称された1990年代までの日本政府・自民党の国内政治や政策を日本型社会主義、または日本型社会民主主義と呼ぶこともある。「思想・イデオロギー・政治運動としての社会主義・社会民主主義」とは無関係であり、護送船団方式など日本政府の経済活動への介入の強さ(自民党流社会主義)・他の西側諸国よりも株式配当を重視しない経営文化(日本的経営)などが理由である。

## 概要
1945年（昭和20年）に結成された日本社会党は、結党当初は西欧社会民主主義に通じる右派が優勢だったが、1949年（昭和24年）総選挙での大敗北とそれを受けた第四回大会での森戸・稲村論争により、左派優位が確立していった。1955年の両社会党統一後も、この傾向は変わらなかった。

左派は、マルクス主義の強い影響下にあった。社会主義協会など日本社会党内左派勢力は、戦前の労農派の流れをくみ日本共産党とも対立関係にあった。いわゆる労農派マルクス主義である。社会主義協会などは、1950年代まではマルクス・レーニン主義には距離を置いていたが、1960年代から急速にマルクス・レーニン主義を志向し自らも名乗った。
日本社会党の特殊性は、マルクス主義勢力が主導的役割を果たしたことで説明できる。
- アメリカ帝国主義と日本資本主義勢力に対する強い対抗性・戦闘性
- ソ連・中国・北朝鮮など共産主義国（社会主義国）に対する親近性
- 社会主義革命の追求
- 階級政党論

などである。しかし一方で、
- 暴力革命を否定し、議会を通した平和革命の路線をとる
- いわゆる民主集中制を事実上否定し、党内分派（派閥）の存在を認める
- 社会主義インターナショナルにも加盟している

という特徴がある。このうち、平和革命は日本共産党も1970年代以降は総路線として認識しているが、共産党は社会党が否定した民主集中制を21世紀になった現在も取り入れ続けていることや、また共産党は社会主義インターを認めず、社会主義インター自体も後にマルクス・レーニン主義を否定したという意味で、日本社会党の目指すものとは異なる。
この特徴が最もよく現れた党文献は、左社綱領とプロレタリア独裁を事実上肯定した「日本における社会主義への道」である。

日本社会党の左翼性や安全保障政策に反発して1960年（昭和35年）に結成された民社党は、西欧社会民主主義を標榜したが、日本の社会、政界で常に少数勢力でしかなかった。アメリカCIAが、「左派穏健勢力」に資金提供し、民社党結成を促していたことが2006年（平成18年）7月18日、アメリカ国務省の外交資料集に公開された。

## 批評
毛沢東は、日本社会党を「世にも不思議な政党である」と呼んだ。

日本社会党を西欧社会民主主義とは異なった社会民主主義としつつ、その相違を肯定的にとらえる分析は清水慎三『日本の社会民主主義』（岩波新書、1961年）から始まった。日本型社会民主主義という用語の直接の初出は、新左翼系の岸本健一（陶山健一）『日本型社会民主主義』（現代思潮社、1966年）といわれるが、岸本も清水の著書に示唆を受けてこの書名を発案したと述べている。

日本社会党自身は、社会民主主義を否定し続けた。1986年（昭和61年）に採択された「日本社会党の新宣言」によって綱領上は西欧社会民主主義政党となったが、西欧型社会民主主義政党への路線変更は中途半端なものに終始し、それ以前に形成された基本政策や運動・組織上の特徴はその後も日本社会党の中で強く残っており、21世紀になってからも新社会党や社会民主党に引き継がれている。
日本型社会民主主義に対しては、清水慎三に代表される肯定的評価と、社会党が高度成長期の新しい社会状況に適応することを妨げ、政権党への脱皮を困難にしたという党外政治学者などの否定的評価が並立している。
社会主義協会は、社会党を社会主義政党に強化するという立場から日本型社会民主主義概念に対し評価を避けていたが、2006年時天では社会主義協会内からも日本型社会民主主義を積極的に評価する意見も出されている。
「議会制民主主義による社会主義」という社会民主主義を強く否定し、社会ファシズム論を主張していたコミンテルンの日本支部として発祥し、戦後もソ連・中国共産党の指示の下で1951年2月第4回全国協議会で（51年綱領）を採択し、日本国内で武力闘争・暴力革命路線を実施した政党である日本共産党について、日本の中国演劇研究者である瀬戸宏は、2004年綱領で「議会を通して革命をめざす“多数者革命”提起」以後からは、「実質的に社会民主主義政党化している」とみなす見解を表明している。